# Groesbeekbron

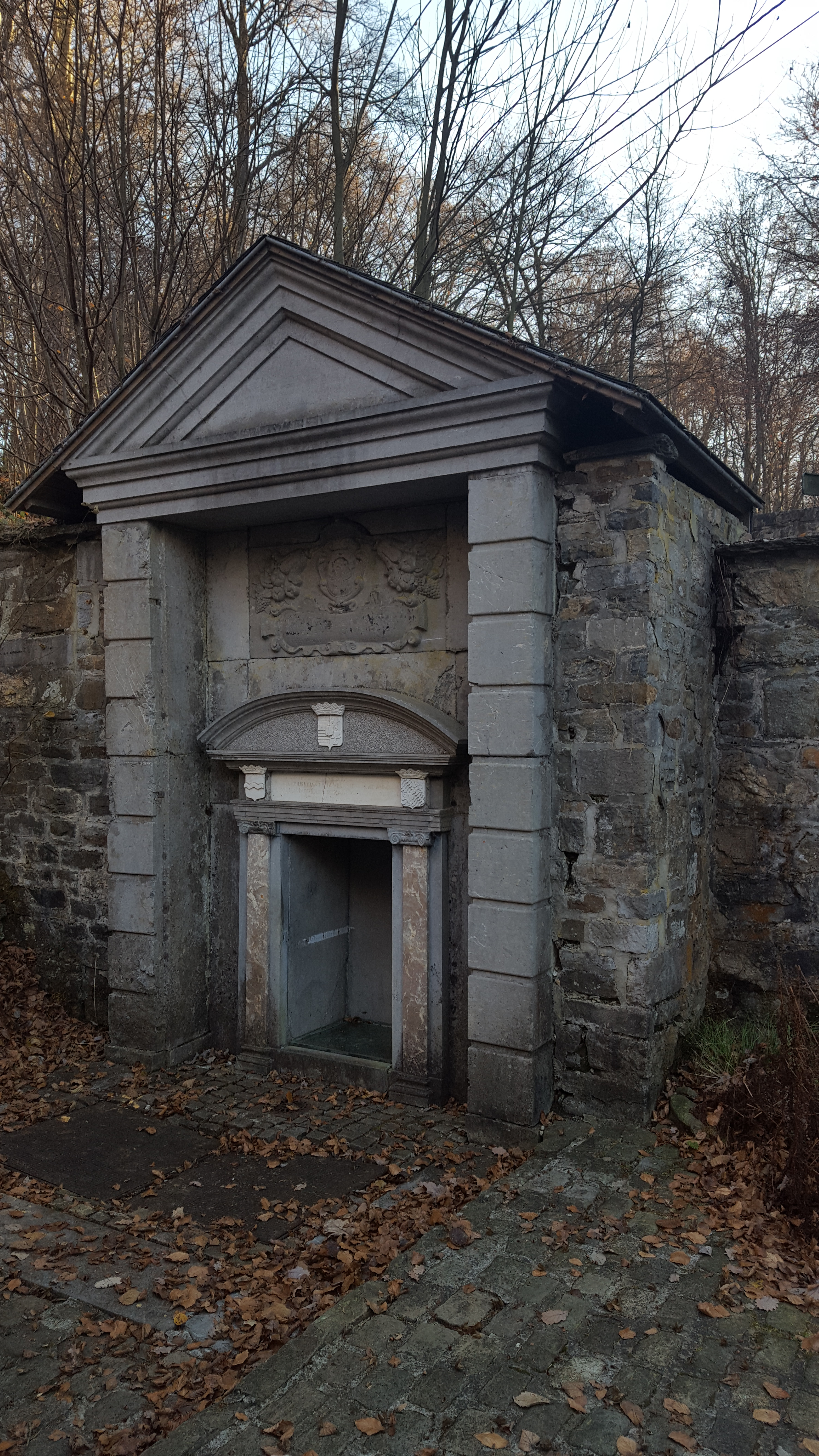
Bronhuisje

De Groesbeekbron of Groesbeeckbron (Frans: Source de Groesbeek) is een bron in de Belgische gemeente Spa. De bron ligt ten zuiden van Spa in het bos aan de weg Rue de la Sauvenière, op de plaats waar de Chemin des Fontaines op deze weg uitkomt. Het water van de bron is afkomstig uit het Veen van Malchamps. De bron ligt op een hoogte van 400 meter.
Op enkele meters van de Groesbeekbron ligt de Sauvenièrebron.
Aan het andere uiteinde van de Chemin des Fontaines ligt de Géronstèrebron met daar ongeveer 700 meter vandaan de bron Pouhon Pia. Op ongeveer 500 meter naar het zuiden bevindt zich de Koninginnebron.

## Geschiedenis
In 1651 bouwde baron de Groesbeek een kleine constructie om de tweede bron op deze locatie, de Groesbeekbron, te beschermen. De Groesbeekbron verdrong bijna de Sauvenièrebron na een aardbeving in 1692, maar de oude bron herstelde zich.
In 1734 werd de Sauvenièrebron in een ets afgebeeld zijnde omgeven door een ronde muur met daarbinnen een losstaande nis. Achter de Sauvenièrebron werd de Groesbeekbron afgebeeld. Aan weerszijden van de Groesbeekbron bevond zich een trap die aan de linkerzijde naar een klein terras in het bos leidde en aan de rechterzijde naar de Salamanquekapel.
In 1753 was de Salamanquekapel verdwenen en werd er een gebouw gebouwd in Lodewijk XIV-stijl.
In 1964 werd het monument gerestaureerd.
In 1980 werd het gebied rondom de bron gerenoveerd.

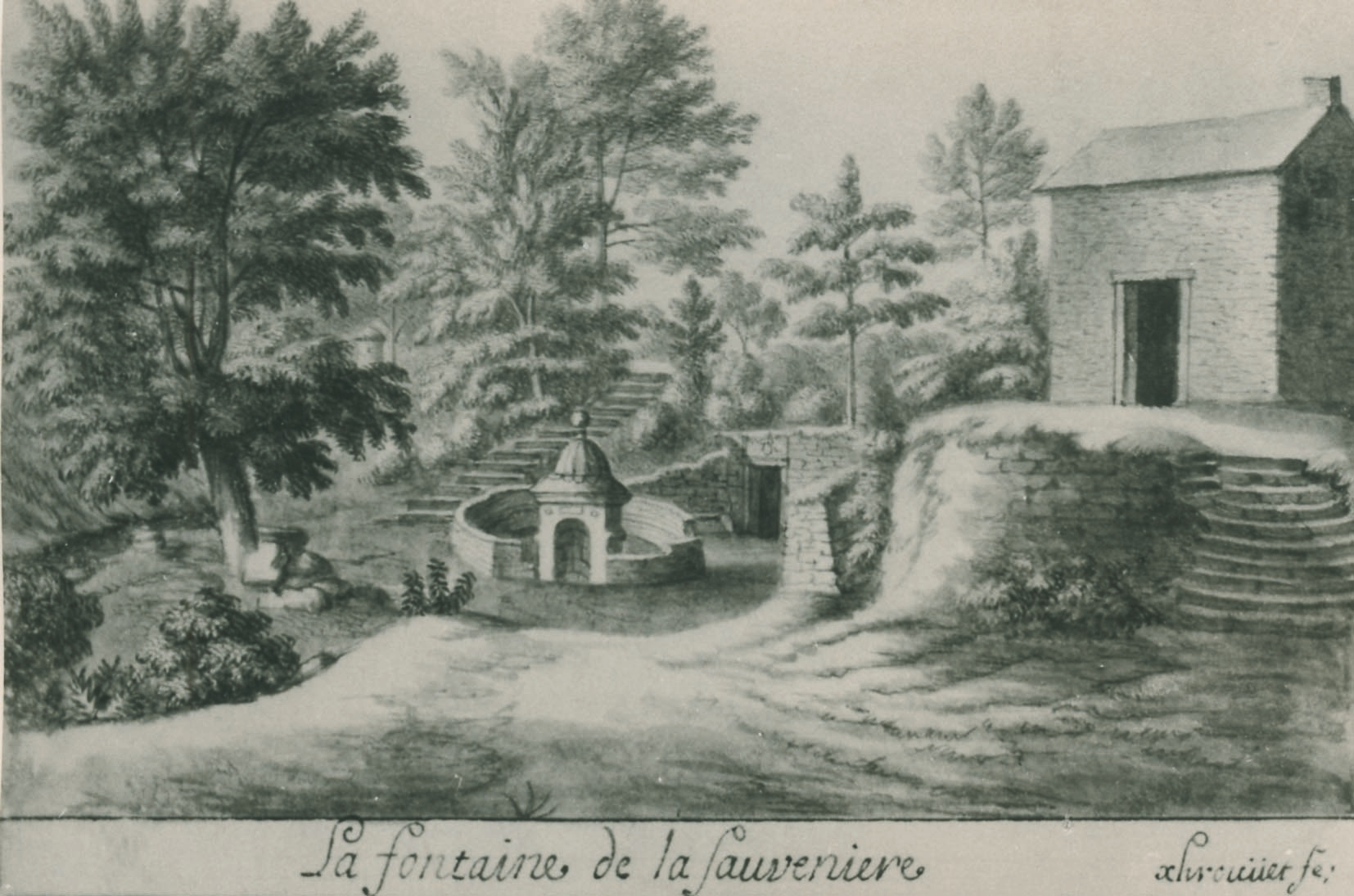
De twee bronnen rond 1735
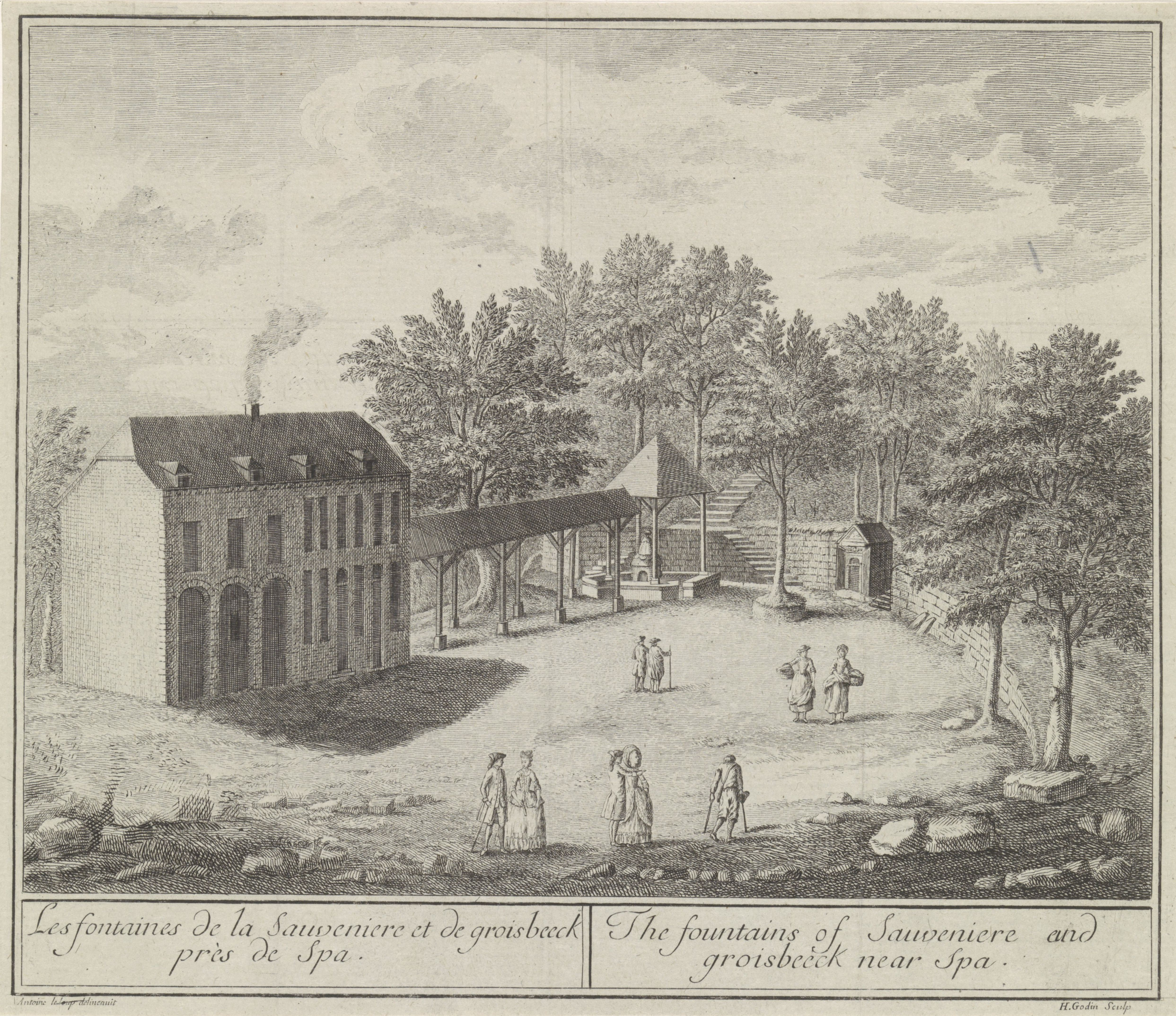
De twee bronnen in de 18e eeuw

## Complex
Het broncomplex van de Groesbeekbron bestaat uit twee delen. Enerzijds twee zuilen met daarboven een fronton, met tussen de zuilen bovenin het wapen en eronder een marmeren nis. Deze nis is onder andere versierd met uit wit marmer gesneden toppen die de wapens tonen. De stenen waren versierd met gegraveerde bronzen koperplaten, maar die zijn tijdens de Eerste Wereldoorlog door Duitse officieren gestolen.
Anderzijds enkele meters verderop uit een kraantje, muursteen met inscriptie Groesbeeck en opvangbak eronder, dat zich in een zijmuur van de verlaging van de Sauvenièrebron bevindt.

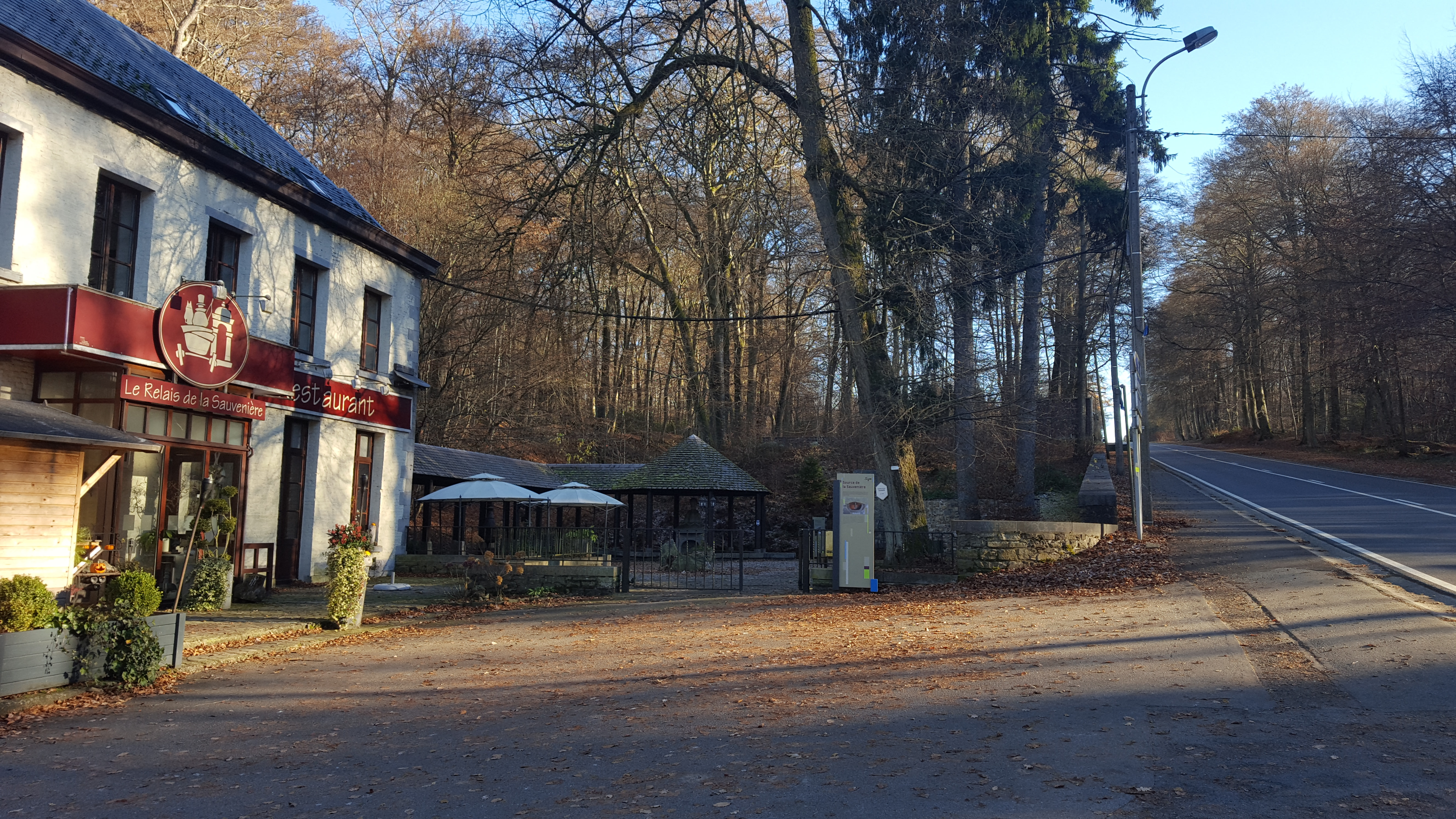
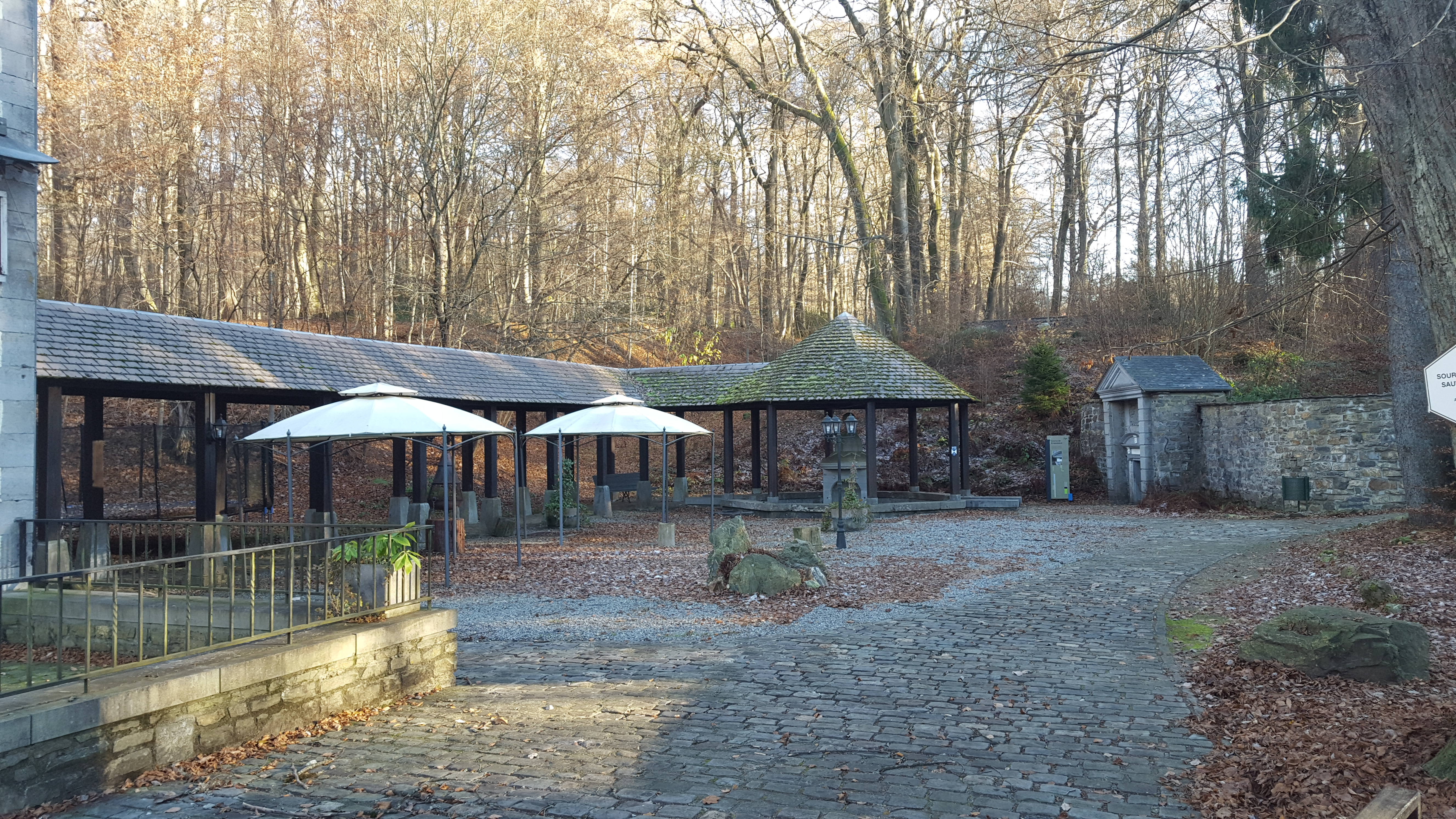
Rechts de Groesbeekbron, links de Sauvenièrebron
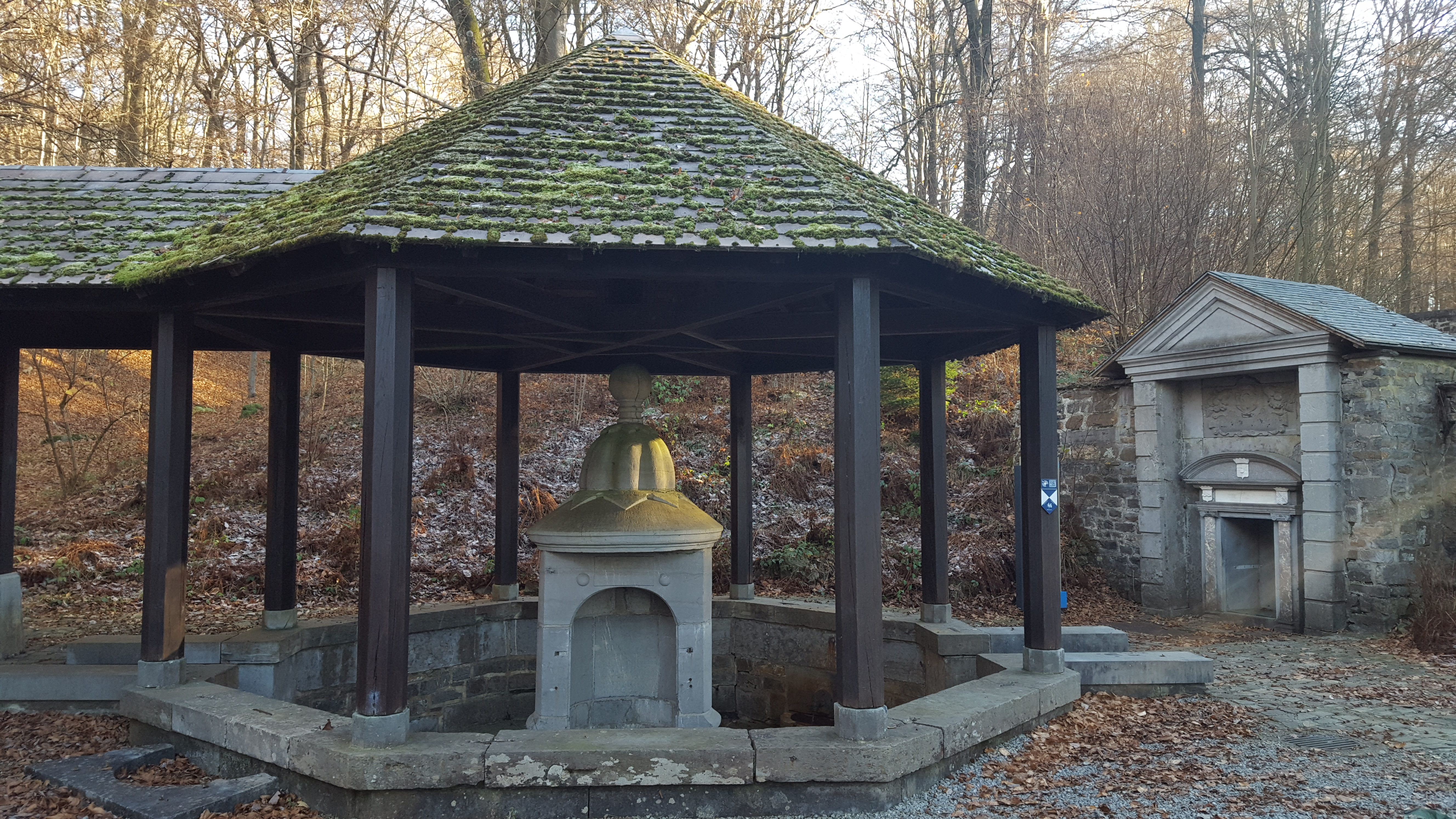
Rechts de Groesbeekbron, links de Sauvenièrebron
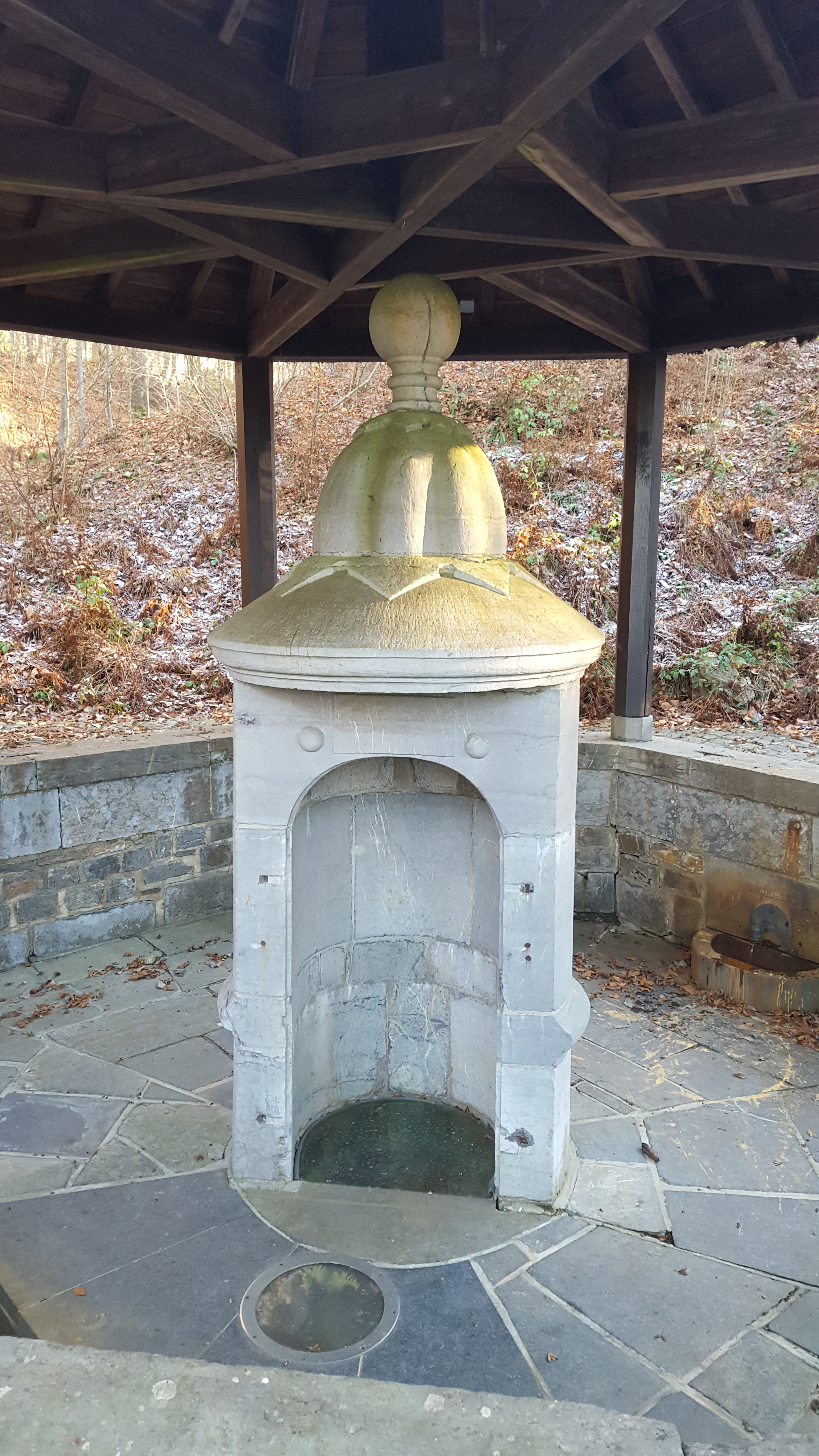
Rechtsachter de nis van de Sauvenièrebron het kraantje van de Groesbeekbron
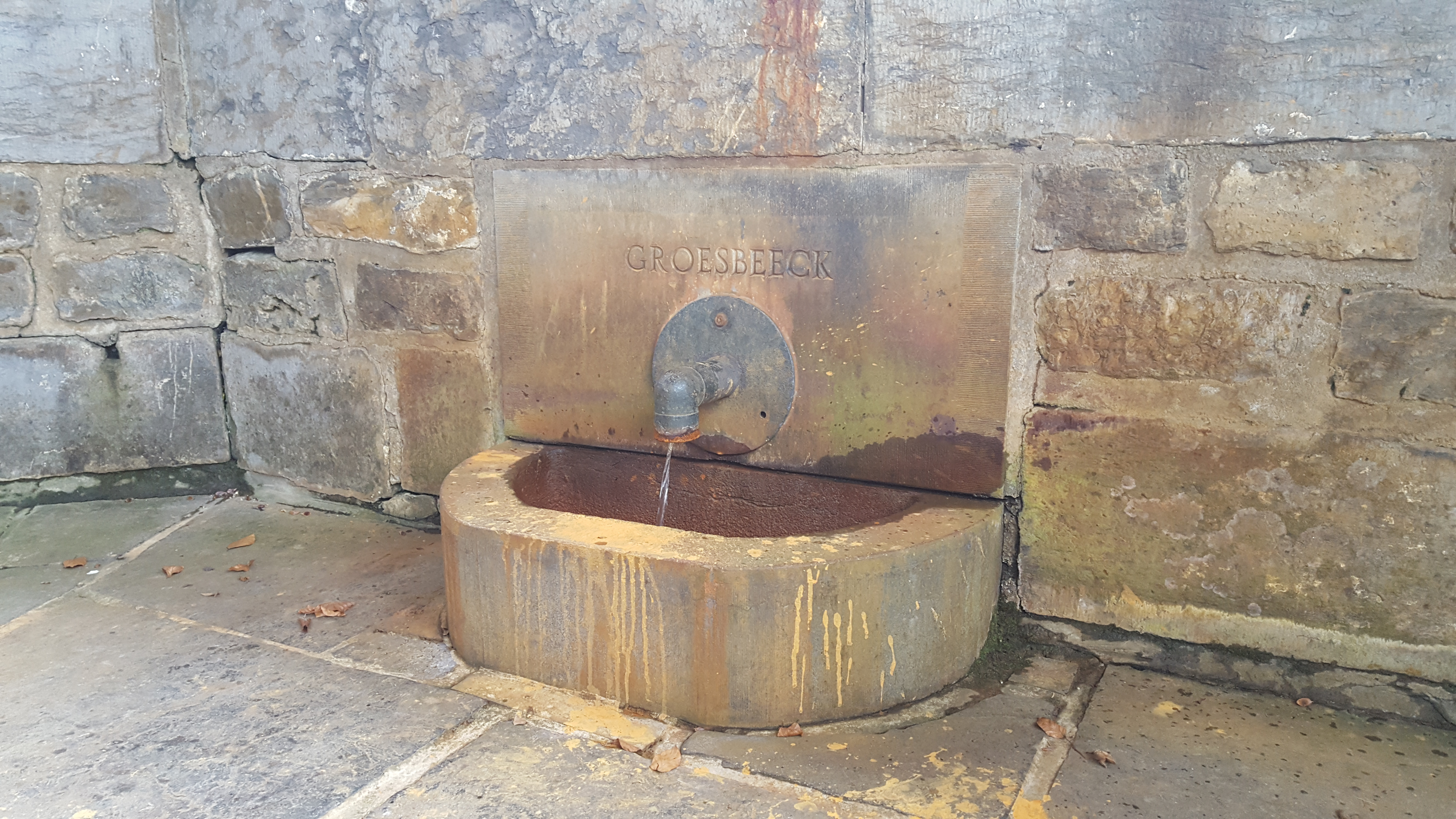
Vanuit het bronhuisje gaat het water door een pijpje en komt het hier naar buiten
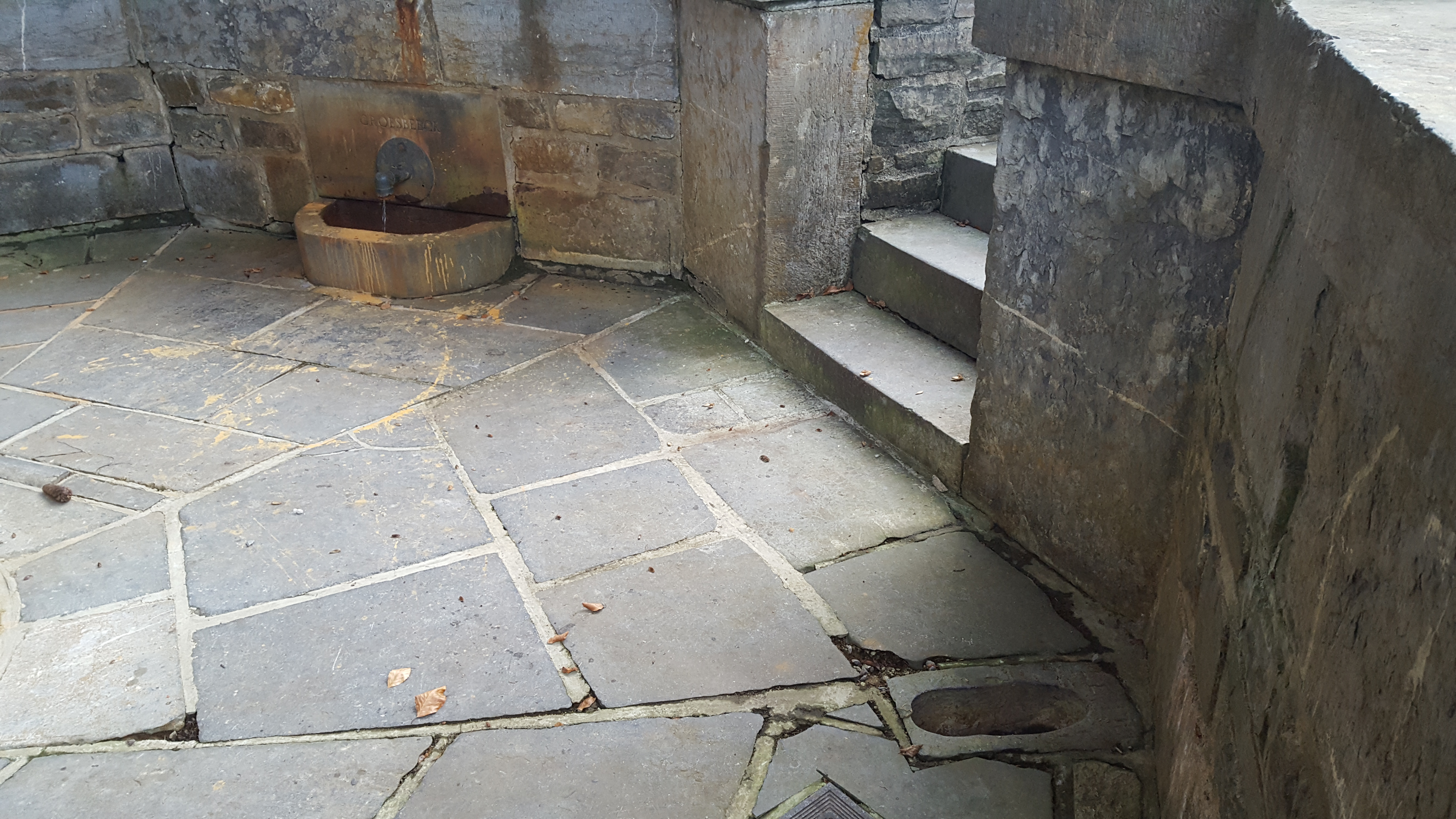
Wie zijn voet plaatst in de sandaalafdruk en dan bronwater drinkt, zou vruchtbaarder worden
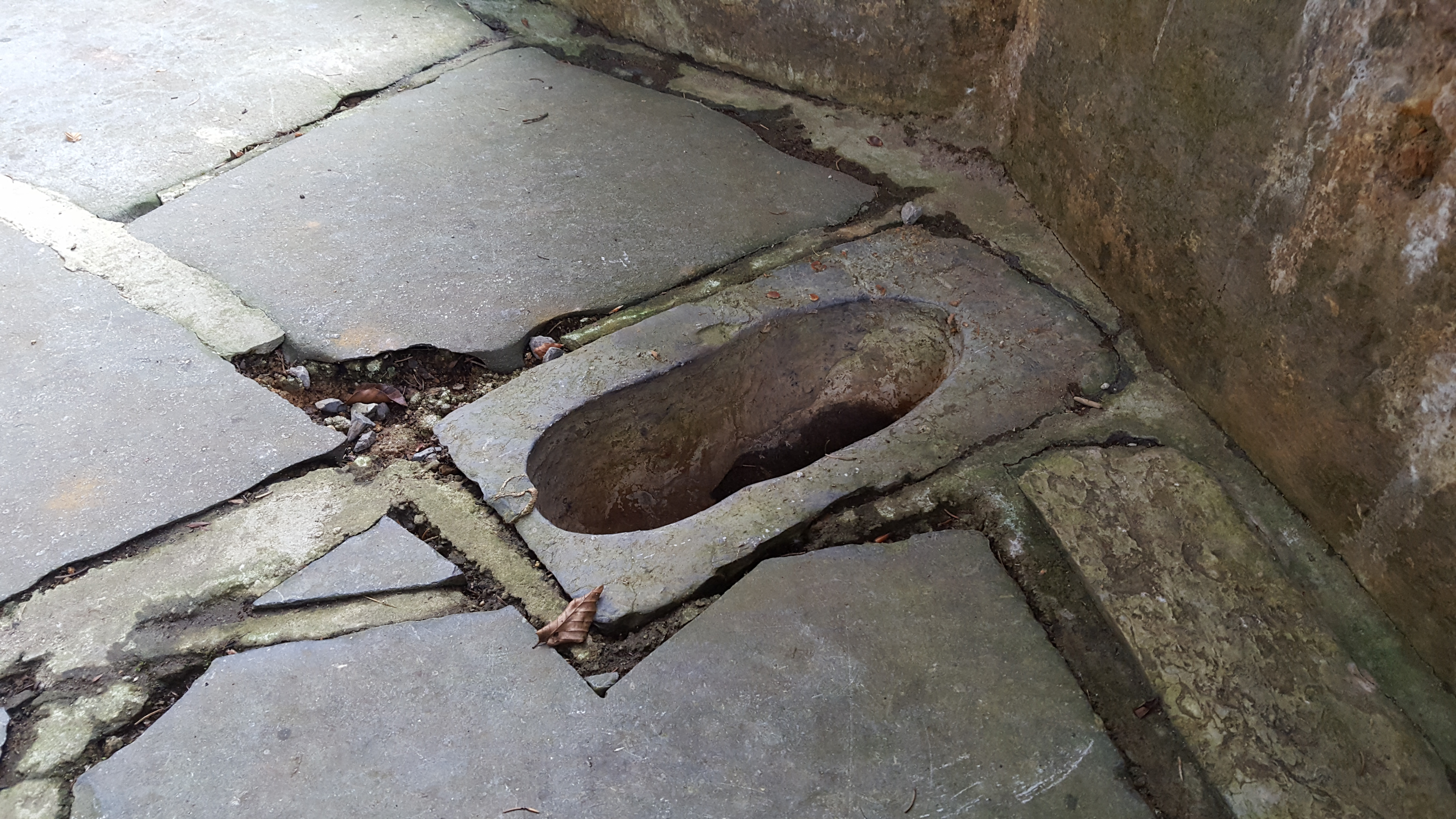